# Windstorm 3 - Ritorno alle origini
Windstorm 3 - Ritorno alle origini (Ostwind – Aufbruch nach Ora) è un film del 2017 diretto da Katja von Garnier. 
Il film segue i precedenti Windstorm - Liberi nel vento del 2013 e Windstorm 2 - Contro ogni regola del 2015. Il romanzo omonimo di Kristina Magdalena Henn e Lea Schmidbauer funge da modello. Il film è uscito al cinema il 27 luglio 2017.

## Trama
Mika ancora non sa esattamente cosa sta cercando nella vita e volta le spalle a Gut Kaltenbach senza ulteriori indugi. Insieme al suo stallone Windstorm, si reca in Andalusia, dove vuole trovare la leggendaria città di Ora, dove Windstorm ha le sue radici.
Nel sud della Spagna, Mika incontra Samantha, una ragazza sicura di sé, che aiuta suo padre Pedro a gestire l'allevamento di cavalli. Tuttavia, Pedro è da anni in un aspro litigio con sua sorella Tara, che preferisce vivere in libertà con i suoi cavalli piuttosto che rinchiuderli in box.
Quando una società minaccia il paesaggio incontaminato, Mika ha un'idea brillante: la leggendaria fonte di Ora dovrebbe essere salvata con una corsa di cavalli.

## Personaggi
- Mika Schwarz, interpretata da Hanna Binke.
- Samantha, interpretata da Lea van Acken.
- Fanny, interpretata da Amber Bongard.
- Sam, interpretato da Marvin Linke.
- Tara, interpretata da Nicolette Krebitz.
- Milan, interpretato da Jannis Niewöhner.
- Maria Kaltenbach, interpretata da Cornelia Froboess.
- Pedro, interpretato da Thomas Sarbacher.
- Commissario del governo, interpretato da Martin Feifel.
- Herr Kaan, interpretato da Tilo Prückner.
- Sindaco, interpretato da Michele Oliveri.

## Produzione
Le riprese si sono svolte in Germania e Spagna, tra cui nel novembre 2016 sul motivo principale Gut Waitzrodt (Gut Kaltenbach), Hauptgestüt Altefeld vicino a Herleshausen nell'Asia settentrionale e l'Hacienda Buena Suerte di Kenzie Dysli in Andalusia.
Il German Film and Media Assessment FBW di Wiesbaden ha assegnato al film la valutazione particolarmente apprezzata.

## Colonna sonora
Per il film è stato rilasciato un CD con lo stesso titolo (Ostwind - Aufbruch nach Ora) con la colonna sonora.
Come sottofondo per le ultime scene del film e per i titoli di coda è stata scelta la canzone Young As The Morning, Old As The Sea del cantautore britannico Passenger, singolo estratto dall'omonimo album del 2016

## Sequel
Nel 2019, ha avuto un sequel intitolato Windstorm 4 - Il vento sta cambiando, tratto dal romanzo omonimo dell'autrice di Windstorm Lea Schmidbauer. Questa volta è stato diretto da Theresa von Eltz.
A questo è seguita un'ulteriorore pellicola: Windstorm 5 - Uniti per sempre (2021).